# Masters of Rock
Masters of Rock je největší mezinárodní rockový open-air festival v ČR, pořádaný a pravidelně se rozrůstající ve Vizovicích u Zlína. Na festivalu vystupují především zahraniční rockové a metalové kapely. V roce 2005 se stal nejúspěšnějším festivalem v Česku. V roce 2007 navštívilo festival přes 30 000 návštěvníků. V roce 2016 byl festival vyprodán. V roce 2017 dostal festival novou webovou prezentaci a byl taktéž vyprodán... dokonce měsíc před samotným zahájením. V roce 2022 se festival po dvou odkladech taktéž vyprodal.

## Ročníky
27.–28. 6. 2003 – Die Happy, HammerFall, Overkill, Prong, Slade a další…
2.–4. 7. 2004 – Arakain, Die Happy, Europe, Gaia Mesiah, Helloween, In Extremo, Stratovarius, Visions of Atlantis a další…
15.–17. 7. 2005 – Die Happy, Edguy, HammerFall, Holyhell, Korpiklaani, Manowar, Nightwish, Rage, Rhapsody, Tři sestry, Waltari a další…
14.–17. 7. 2006 – Apocalyptica, Deathstars, Edguy, Evergrey, Gamma Ray, Helloween, Masterplan, Metal Church, Rage, The Gathering, Whitesnake, Within Temptation a další…
12.–15. 7. 2007 – After Forever, Epica, Finntroll, HammerFall, Children of Bodom, In Extremo, Motörhead, Rage + Lingua Mortis Orchestra, Sepultura, Stratovarius, Tleskač, Thunder, Törr, Uriah Heep a další…
10.–13. 7. 2008 – Alestorm, Amon Amarth, Annihilator, Apocalyptica, Arakain + Plzeňská filharmonie, Avantasia, Bloodbound, Def Leppard, Gotthard, Haggard, Korpiklaani, My Dying Bride, Ministry, Moonspell, Sabaton, Salamandra, Sirenia, Sonata Arctica, The Sorrow, Tristania, Within Temptation a další…
9.–12. 7. 2009 – Arch Enemy, Blind Guardian, Crucified Barbara, Deathstars, DragonForce, Edguy, Eluveitie, Europe, Evergrey, In Extremo, Interitus, Kataklysm, Keep Of Kalessin, Korpiklaani, Nightwish, Rage, Shaaman + Gocmen Symphony orchestra of Turkey, Schandmaul, Stratovarius, Tiamat a další…
15.–18. 7. 2010 – Accept, Annihilator, Axel Rudi Pell, Behemoth, Delain, Destruction, Doro Pesch, Epica, Gamma Ray, HolyHell, Lacrimosa, Lordi, Manowar, Metalforce, Mike Terrana, Primal Fear, Queensrÿche, Sabaton, Tarja Turunen + Filharmonie Bohuslava Martinů, Tublatanka, Unisonic a další…
14.–17. 7. 2011 – Twisted Sister, Helloween, Guano Apes, HammerFall, Moonspell, Over Kill, Rhapsody of Fire, Amorphis, Airbourne, Eluveitie, Finntroll, Oomph!, BrainStorm, Delain, Ross The Boss, Alestorm, Virgin Steele, Soulfly, Bonfire, Ektomorf, Legion Of The Dammed, Powerwolf, Dymytry, Tři sestry, Konflikt, Harlej, Tleskač, Fleret, Nil, Silent Stream of Godless Elegy, Dark Gamballe, Jiří Schmitzer a další…
12.–15. 7. 2012 – Nightwish, Sabaton, Within Temptation, Thin Lizzy, Edguy, Arch Enemy, Unisonic, Kamelot, Stratovarius, Deathstars, Pain, Korpiklaani, Gotthard, Exodus, Tiamat, Paul Di'Anno, Sirenia, Freedom Call, Firewind, Hell, The Sorrow, Kissin Dynamite, Saltatio Mortis, Suicidal Angels, Milking The Goatmachine, Skyforger, Bloodbound, Odium, Ribozyme, Horkýže Slíže, Arakain + Lucie Bílá, Citron, Škwor, Doga, Visací Zámek, Vitacit, Salamandra, Legendy se vrací, Sebastien + Roland Grapow a Apollo Papathanasio, Zakázaný ovoce, Mistake a další…
11.–14. 7. 2013 – Avantasia, Accept, Rage (jako Lingua Mortis Orchestra), Lordi, The 69 Eyes, Masterplan, DragonForce, Moonspell, Powerwolf, Waltari, BrainStorm, Leningrad Cowboys, Yngwie Malmsteen, Arkona, Trollfest, Amaranthe, Dymytry a další…
10.–13. 7. 2014 – Dream Theater, Helloween, Sebastian Bach, Sabaton, Anthrax, Airbourne, Arch Enemy, Unisonic, Behemoth, Krokus, Stryper, Epica, The Exploited, Eluveitie, Korpiklaani, Freedom Call, Die Happy, Axxis, Mike Terrana, Visions of Atlantis, Grand Magus, Civil War, Gloryhammer, Russkaja, Serenity, Citron, Rocksymphony, Doga, Salamandra, Legendy se vrací, Snuff, Kreyson a další…
9.–12. 7. 2015 – HammerFall, Nightwish, Within Temptation, Black Label Society, Powerwolf, U.D.O., Sonata Arctica, Gotthard, Kamelot, Krokus, The Exploited, Legion of the Damned, Delain, Blue Pills, Bloodbound, Anvil, Septicflesh, Dymytry a další…
14.–17. 7. 2016 – Slayer, Avantasia, Amon Amarth, Apocalyptica, Tarja Turunen, Airbourne, Amaranthe, Eluveitie, Testament, Korpiklaani, The 69 Eyes, Ensiferum, Primal Fear, Freedom Call, Waltari, BrainStorm, Luca Turilli's Rhapsody, Kissin Dynamite, Treshold, Evergrey, Avatarium, Rotting Christ, Orden Ogan, Melechesh, Kadavar, Swallow The Sun, Thundermother, Sebastien, Salamandra a další…
13.–16. 7. 2017 – Sabaton, Vince Neil, Running Wild, Kreator, Edguy, Epica, Saxon, Dee Snider, Stratovarius, Sepultura, Pain, Moonspell, Delain, Pretty Maids, Lacuna Coil, Crematory, Rage, Death Angel, Equilibrium, Vuur, Battle Beast, Almanac, Tri State Corner, Varg, Majesty, Iron Savior, Heidevolk, Brother Firetribe, Elvenking, Trollfest, Visions of Atlantis, Serenity, The Charm the Fury, C.O.P. UK, Wind Rose, Follow the Cipher, Bohemian Metal Rhapsody, Dymytry, Harlej, Motörgang, Dark Gamballe
12.–15. 7. 2018 – Helloween, Gene Simmons Band, Powerwolf, U.D.O., Arch Enemy, Korpiklaani, Lordi, Doro, Avatar, Kamelot, Loudness, Gloryhammer, Amorphis, Van Canto, In Extremo, Orden Ogan, Annihilator, Turisas, Destruction, Arkona, Die Apocalyptischen Reiter, Masterplan, Sinner, The Unity, Avatarium, Hardline, Bloodbound, Nocturnal Rites, Dr. Living Dead, Shakra, Infected Rain, Dalriada, Thobbe Englund, The New Roses, Nervosa, Dragony, Diolegacy, Alkehol, Doga, Silent Stream Of Godless Elegy, Tanja, Salamandra, Gate Crsuhers
11.–14. 7. 2019 – Avantasia, Within Temptation, Dream Theater, Uriah Heep, Steel Panther, Tarja, Dimmu Borgir, Eluveitie, Gamma Ray, Children Of Bodom, Amaranthe, Soulfly, Satyricion, Deathstars, Delain, Battle Beast, Turilli/Lione Rhapsody, Primal Fear, Equilibrium, Rage, Dark Tranquillity,Firewind, Legion of the Damned, Xandria, Brainstorm, Hardline, Saltatio Mortis, Evergrey, Cyhra, Follow the Cipher, MaYaN, Serenity, Serious Black, Twilight Force, The Night Flight Orchestra, Tri State Corner, Rhemorha, Alia Tempora, Citron, Dark Gamballe, Symfobia
9.–12. 7. 2020 – Festival se přeložil na rok 2021 z důvodu celosvětové pandemie COVID-19.
8.–11. 7. 2021 – Festival se přeložil na rok 2022 z důvodu celosvětové pandemie COVID-19.
7.–10. 7. 2022 – Alestorm, Amalgama, Amorphis, Andy Rocks, Arakain, Axxis, Beast In Black, Beyond The Black, Black Sonic Pearls, Blues Pills, Citron, Civil War, Death Angel, Exodus, Fleret, Forrest Jump, Gate Crasher, Gotthard, Heaven Shall Burn, High On Fire, Judas Priest, Kataklysm, Lacuna Coil, Long Distance Calling, Lordi, Mister Misery, Neonfly, Nervosa, Nightwish, Nothgard, Pink Cream 69, Sebastien, Sepultura, Shakra, Shiraz Lane, Testament, The Dead Daisies, Trollfest, Visions of Atlantis

## Spekulace o přesunutí
Díky velké návštěvnosti mají organizátoři problémy se zajištěním hladkého chodu festivalu v nedostatečně velkém areálu likérky. Festival každoročně zvyšuje svou návštěvnost, což dělá tento problém stále závažnějším. Z tohoto důvodu se objevily spekulace o tom, že organizátoři v budoucích letech festival přemístí do větších prostor; v této souvislosti padly jména nedalekých Slušovic a Kunovic.

Ředitel pořádající agentury Pragokoncert Jiří Daron se k celé situaci vyjádřil v příloze MF Dnes ze dne 2. 7. 2010. Festival přesunovat z areálu likérky Rudolf Jelínek agentura nehodlá a veškeré spekulace v této záležitosti byly pouze fámy.
Po komunálních volbách v roce 2010 a spory obcí Vizovice se otázka přesunu festivalu opět dostala na pořad dne. Hlavním adeptem byly nedaleké Otrokovice a jejich letiště. Bylo však dosaženo dohody a tak se i v roce 2011 konal Masters Of Rock ve Vizovicích.

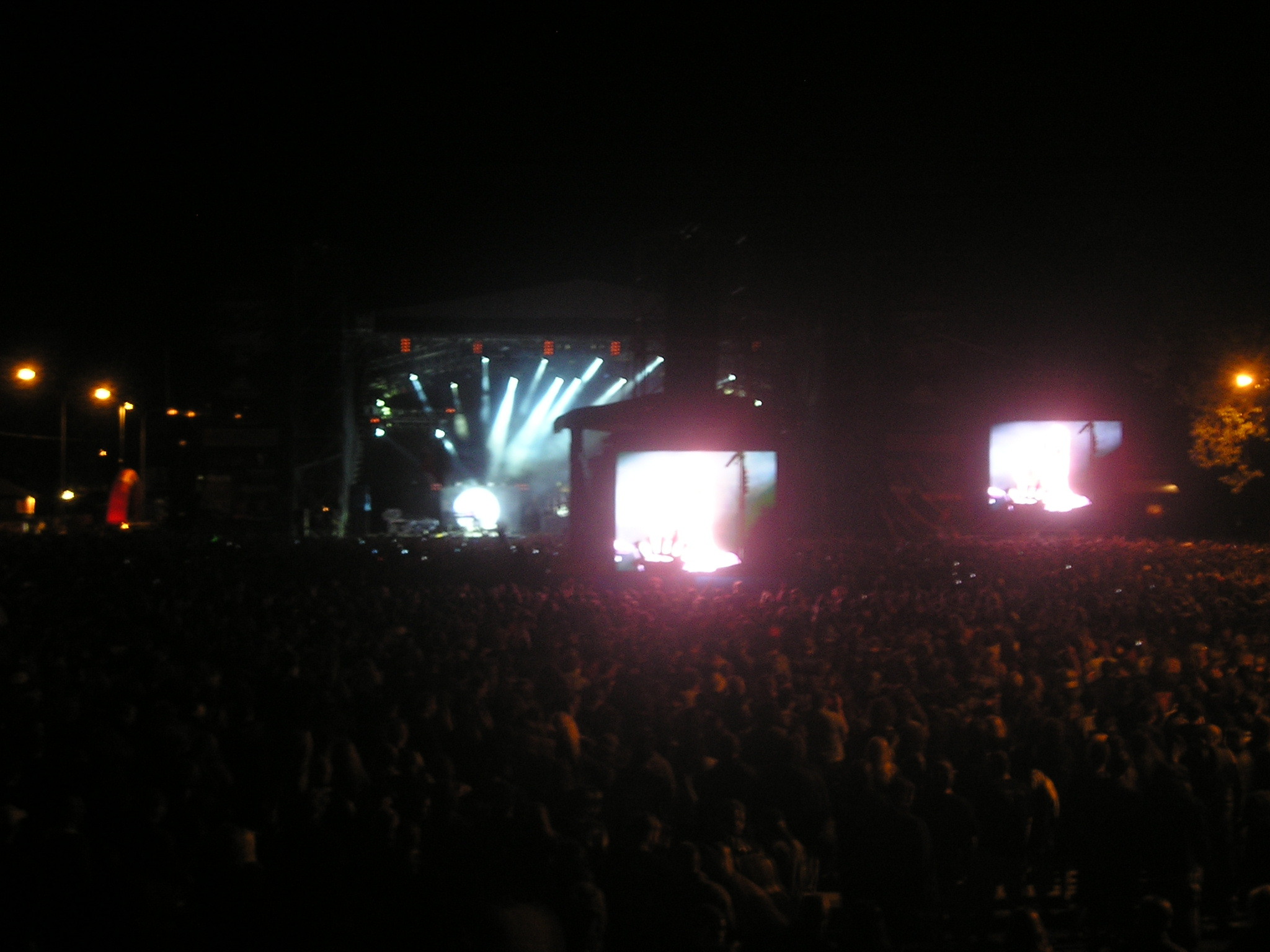
Večerní pohled na hlavní stage při zaplnění (2009)

## Ostatní projekty
Kromě Masters of Rock (MoR) též agentura Pragokoncert pořádá každoročně Zimní Masters of Rock (wMoR), který se zpravidla koná ve Zlíně. I přesto, že není tak rozsáhlý jako originální "MoR", pyšní se vysokou návštěvností.
Dále se nedá opomenout Masters of Rock Café (MoR Café). V této kavárně ve Zlíně vystupují samostatné hudební skupiny nepravidelně po celý rok. Lze zde nalézt jak kapely z festivalu, tak i nové, které v ČR ještě nevystupovaly.
Červnový Metalfest Open Air (MOA) konaný v amfiteátru Plzeňské ZOO na Lochotíně je skvělým zahřívacím kolem před "MoR"em.